# Carlo Fontana (scultore)

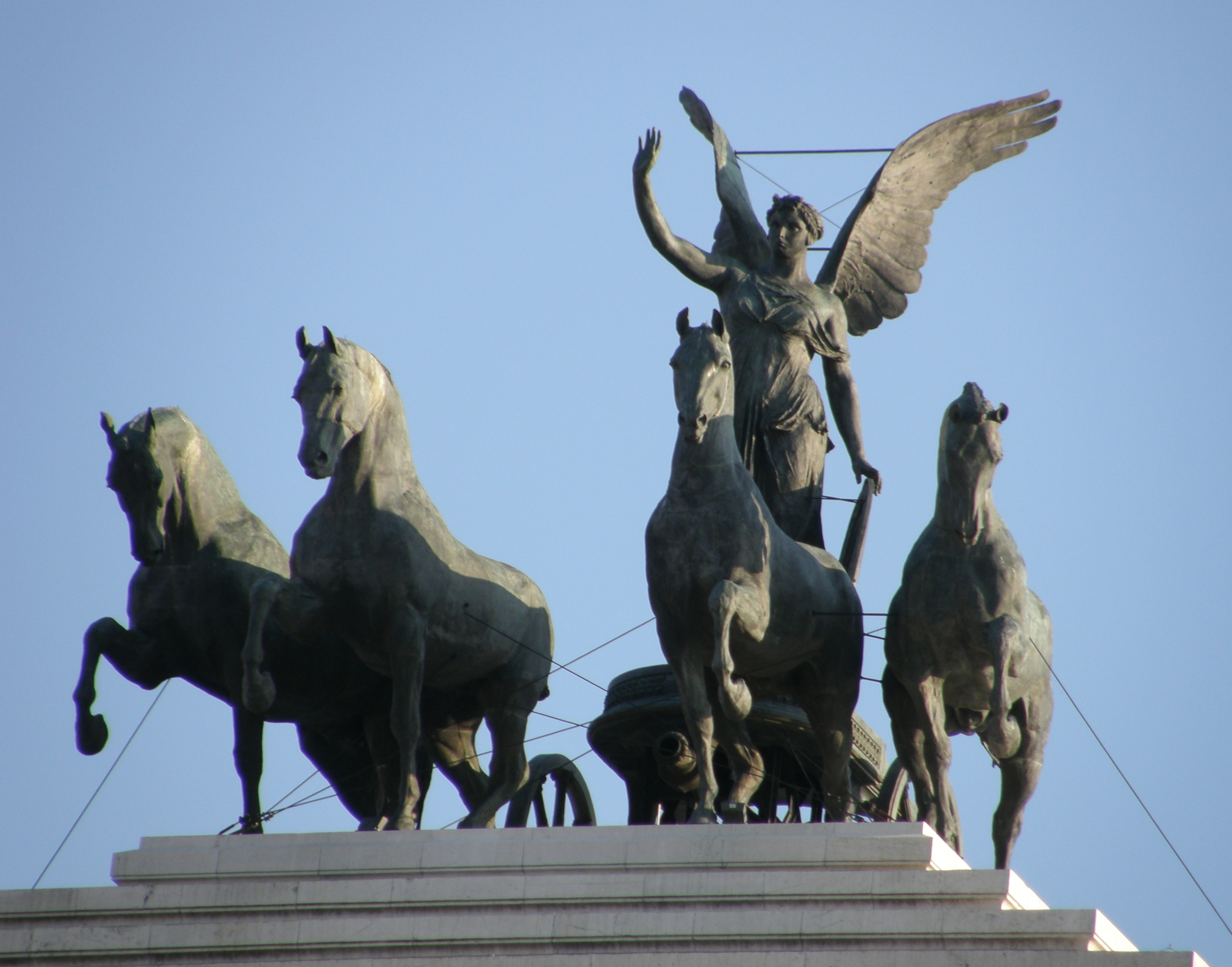
Quadriga dell'Unità, Vittoriano, Roma

Carlo Fontana (Carrara, 5 ottobre 1865 – Sarzana, 16 ottobre 1956) è stato uno scultore italiano, operativo tra Carrara, Roma e Sarzana.

## Biografia
L'artista non solo è carrarese, ma carrarino puro sangue (in quanto nato entro la prima cerchia di mura cittadine di Carrara in un vecchio palazzo patrizio nell'ex Piazza delle Erbe in cui è stata messa dal Comune la lapide a ricordo). Discendente da una nota famiglia di artisti (tra i quali l'architetto Domenico Fontana e lo scultore Pietro Fontana), studia presso l'Accademia di belle arti di Carrara, conseguendo il premio "Medaglia d'Oro" nel 1884 e il primo premio al concorso per il pensionato a Roma del 1888.
A Roma lavora con Ercole Rosa e Ettore Ferrari, vincendo una medaglia d'argento all'Esposizione nazionale di belle arti nel 1889, il concorso Albacini dell'Accademia nazionale di San Luca (1890) e il primo premio per un pensionato quadriennale di perfezionamento istituito dal governo nel 1891.

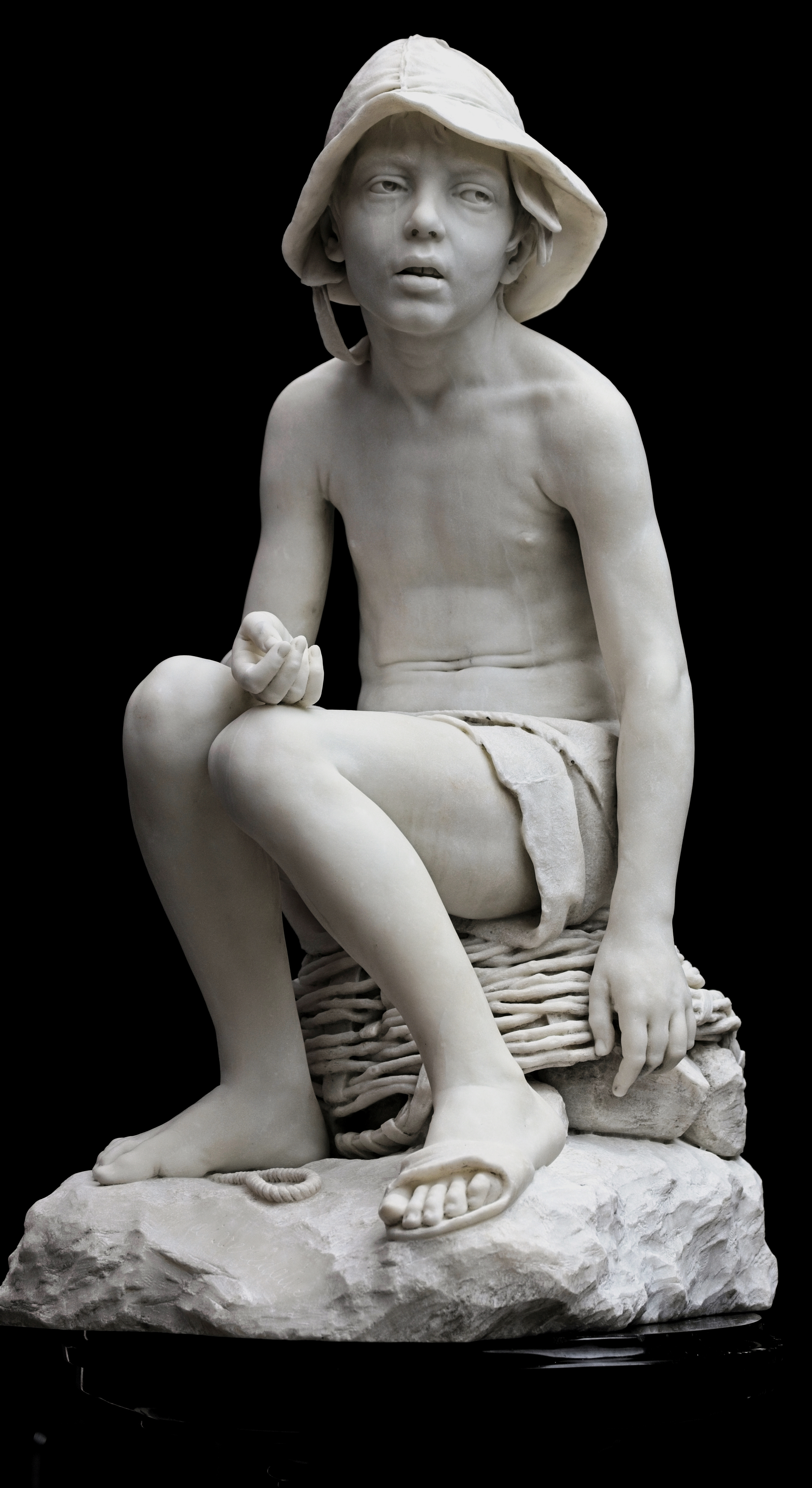
Il Dixeredatus (1887) Carrara

Quando nel 1887 Carlo Fontana modella il "Bagasc", noto anche come "Dixeredatus", la tenera e dolente immagine del ragazzetto apprendista alle cave di Carrara che si configura, nell'arco della sua lunga e feconda attività, come la sua prima opera importante ed una delle più belle e significative, ha appena ventidue anni ed ormai è un artista compiuto. 

Di questo lavoro Fontana parlava a lungo e volentieri, anche molti anni dopo, definendola con orgoglio uno studio tra i più coscienziosi tra quanti avesse mai prodotto. In effetti il Bagasc, proprio perché è anche il risultato di un lungo tirocinio tecnico e formale, si rivela un'opera stilisticamente perfetta, un autentico gioiello da tutti ammirato per la sua modellazione squisita e il senso di grande intimità.
Nel 1901 esegue il monumento a Pietro Tacca posto davanti al giardino dell'Accademia di Belle Arti di Carrara. La scultura rappresenta l'artista con il tipico berretto ed il grembiale da scultore, che siede su uno sgabello con le mani legate dietro la schiena a ricordare la posizione delle figure dei mori fusi nel bronzo dal carrarino Pietro Tacca per il monumento dei quattro mori a Ferdinando I de' Medici (collocato davanti al porto mediceo di Livorno). Molto bello e realistico il grande Crocifisso posto sull'altare della cappella dei conti Pate presso il Camposanto della Misericordia di Livorno (1901).
Dal 1907, presso il laboratorio di scultura Carlo Nicoli, esegue "Il Genio della stirpe", noto anche come "Il Titano", nudo maschile di enormi proporzioni simboleggiante il popolo italiano che volge lo sguardo all'avvenire, protetto dal nume tutelare di Giuseppe Garibaldi effigiato in bassorilievo sul grande scudo sul quale la figura posa la mano sinistra. La statua è stata collocata nel 1914 al centro della piazza Garibaldi di Sarzana.

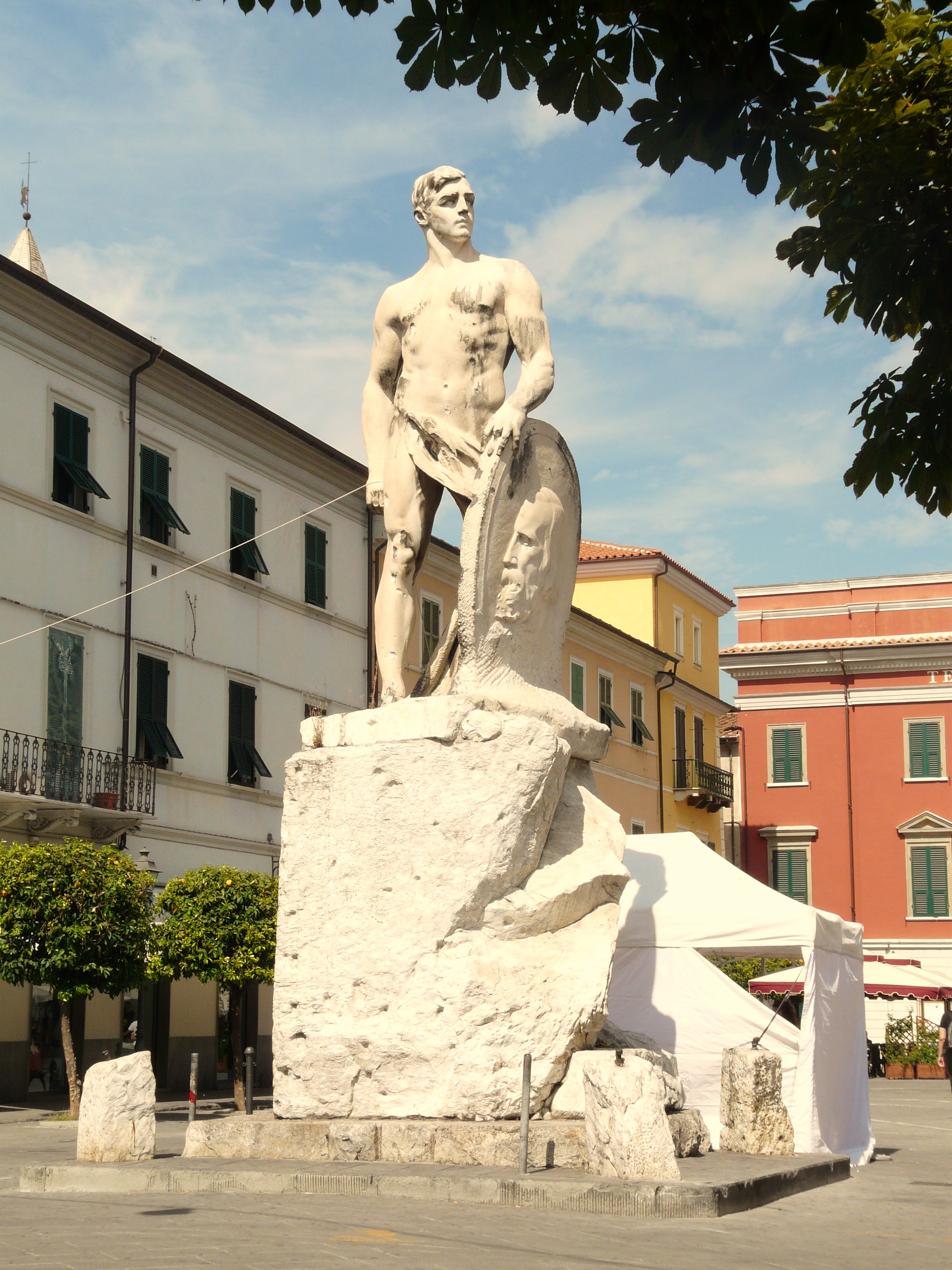
Il Genio della Stirpe, 1914, Sarzana

Nel 1908 vince il concorso per quella che sarebbe stata la sua opera più nota, il gruppo colossale della Quadriga dell'Unità, da realizzare in bronzo e destinata a coronare il pronao sinistro del Vittoriano a Roma, a contraltare dell'analoga Quadriga della libertà, la cui esecuzione venne affidata a Paolo Bartolini. L'opera ha impegnato il Fontana per vent'anni e venne installata solo nel 1928 ad opera della fonderia artistica Chiurazzi.

Nel 1921 riceve la commissione  per la Fontana d'Italia per il paese di Gessopalena in provincia di Chieti; finanziatore dell'opera è un gruppo di emigrati abruzzesi negli Stati Uniti d'America. La fontana è collocata in Piazza Roma, piazza centrale del paese. Nel centro della vasca, a forma di conchiglia, è posta una statua che raffigura l'Italia, eretta sulla prua di una nave, come simbolo dell'emigrazione oltreoceano. Sulla base della statua è inciso un verso di Gabriele D'Annunzio
Carlo Fontana è stato professore di plastica della figura all'Accademia di belle arti di Carrara dal 1915 al 1929.
Negli stessi anni progetta di realizzare di un colossale Prometeo alto 40 metri, destinato al porto della Spezia, poi ripensato per il porto di Marina di Carrara.
Nel 1928 scolpisce il marmo del Monumento ai caduti del quartiere della Chiappa a La Spezia. 

Nel 1930 realizza il monumento ai caduti della prima guerra mondiale per la città di Tivoli (in travertino e bronzo) e, nel 1934, quello in marmo e bronzo per la Piazza Matteotti di Sarzana.
Sua ultima grande opera è il progetto di una monumentale Colonna della latinità in marmo, alta ventidue metri e destinata ad essere il simbolo della E42, l'Esposizione universale progettata all'EUR di Roma per il 1942, interrotto dallo scoppio della seconda guerra mondiale.
Nel dopoguerra esegue il monumento in memoria dei Marinai della corazzata Roma e delle navi Da Noli e Vivaldi  sull'isola Santo Stefano dell'arcipelago della Maddalena.